# Timeu de Lócrida
Timeu de Lócrida (em grego clássico: Τίμαιος ὁ Λοκρός; Latim: Timaeus Locrus) era um filósofo grego pitagórico que viveu no século V a.C.. No diálogo platónico de Timeu cita-se que teria vindo de Lócrida, na Itália; Timeu aparece outra vez como personagem em Crítias, outro dialogo platónico.
Timeu é referenciado outra vez na Antiguidade por:
- Cícero no seu De re publica (I, X, 16), onde ele é descrito como sendo próximo de Platão.

Todas as referencias a Timeu na Antiguidade têm como fonte Platão, pelo que é plausível que ele tinha sido simplesmente uma personagem fictícia criada para o diálogo com o seu nome.